# Glinje, Cerklje na Gorenjskem
Glinje so naselje v Občini Cerklje na Gorenjskem.